# Adam Michna
Adam Václav Michna z Otradovic (ur. ok. 1600 w Jindřichowym Hradcu, zm. 2 listopada 1676 tamże)  – czeski organista i kompozytor okresu baroku.
Większość życia spędził w swym rodzinnym Jindřichowym Hradcu, gdzie ukończył gimnazjum jezuickie i pracował jako organista. Utrzymywał dobre kontakty ze środowiskami jezuickimi, dlatego też większość jego dzieł zostało wydane w praskim Klementinum. Był także autorem poetyckich tekstów w języku czeskim .
Adam Michna był twórcą czeskiej muzyki barokowej o samodzielnym stylu a jego utwory (pieśni kościelne, kolędy) z czasem stały się popularne i były śpiewane również wśród prostych ludzi. Kompozytor zapewne świadomie podtrzymywał ducha narodowego w wynaradawianych po katastrofie bitwy na Białej Górze Czechach, skoro pisał muzykę do własnych tekstów nie tylko po łacinie, ale i w języku czeskim.

## Dzieła
- Česká mariánská muzika (Czeska muzyka maryjna, 1647)
- Svatoroční muzika, aneb sváteční kancionál (Muzyka na rok święty, albo Kancjonał świąteczny, 1661)
- Loutna česká (Lutnia czeska, 1653)